# MediaTek
MediaTek Inc. (chiń. 聯發科技股份有限公司) – tajwańskie przedsiębiorstwo z branży półprzewodnikowej. Zostało założone w 1997 roku, a swoją siedzibę ma w Xinzhu.
MediaTek zajmuje się tworzeniem układów scalonych do zastosowania w urządzeniach mobilnych, a także komponentów wykorzystywanych w rozwiązaniach komunikacyjnych, telewizyjnych i nośnikach danych. Przedsiębiorstwo koncentruje się na opracowywaniu podzespołów do urządzeń mobilnych klas niższej i średniej.
Pierwotnie MediaTek powstał jako odłam przedsiębiorstwa United Microelectronics Corporation (UMC). Na rynek urządzeń mobilnych wszedł w 2004 roku.
Przedsiębiorstwo jest notowane na Tajwańskiej Giełdzie Papierów Wartościowych (2454).